# Miosina

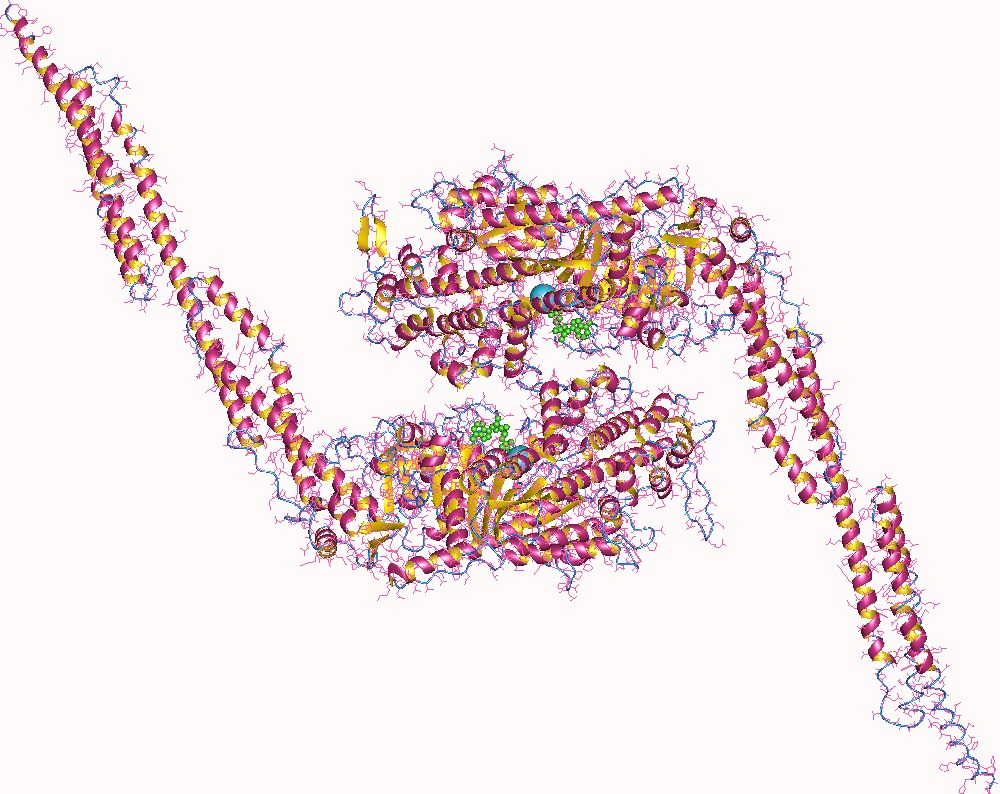
myosin HC (fragment) dimer, Dictyostelium discoideum.

Le miosine sono una vasta famiglia di proteine motrici, rintracciabili in cellule eucariote, responsabili del movimento basato sui filamenti di actina.

## Struttura e funzione

Modello del funzionamento della contrazione muscolare.

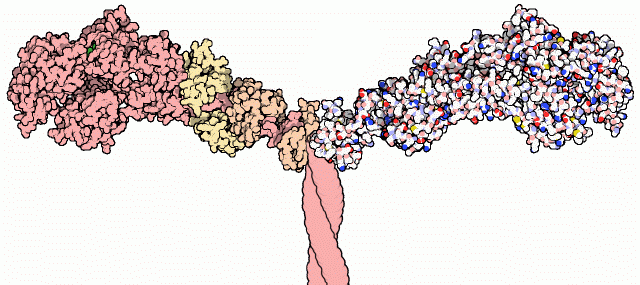
Particolare della regione globulare della miosina

La tipica struttura della miosina consiste essenzialmente in due domini, definiti testa e coda:
- la testa è una regione globulare deputata al legame con i filamenti di actina, oltre che al sito di idrolisi dell'ATP. Questa reazione chimica permette l'avvicinamento dell'estremità + del filamento di actina verso la linea M, tramite cambiamenti conformazionali dovuti alla diversa affinità della proteina per le molecole che può legare (ATP, actina, ADP in ordine decrescente di affinità).
- la coda è un dominio di struttura allungata che generalmente media le interazioni con molecole trasportatrici e subunità di miosina.

### Miosina II
La miosina II, presente nel sarcomero dei muscoli striati, è l'isoforma più espressa nell'organismo umano, nonché la più studiata per la sua funzione primaria nel movimento muscolare.
È formata da due catene pesanti di circa 2000 amminoacidi ciascuna; le estremità N-terminali vanno a formare la regione globulare, dotata di due teste, mentre le code C-terminali si sviluppano come due code intrecciate con un dominio coiled-coil (due α-eliche superavvolte tra loro). Molto utile per la visualizzazione è l'immagine del caduceo, con due serpenti intrecciati tra loro.
La miosina II presenta anche quattro catene leggere che si uniscono alla struttura nella regione di confine tra testa e coda.

### Miosina VI
La miosina VI rappresenta un'eccezione, avendo movimento verso l'estremità meno del filamento di actina.
La regione della coda ha funzioni prevalentemente di legame con molecole shuttle per il trasporto intracellulare, o con altre molecole di miosina. Nelle fibre muscolari, ad esempio, la regione di coda della miosina è interessata nel legame con altre miosine, per mantenere la struttura del sarcomero.

## Differenze tra miosine

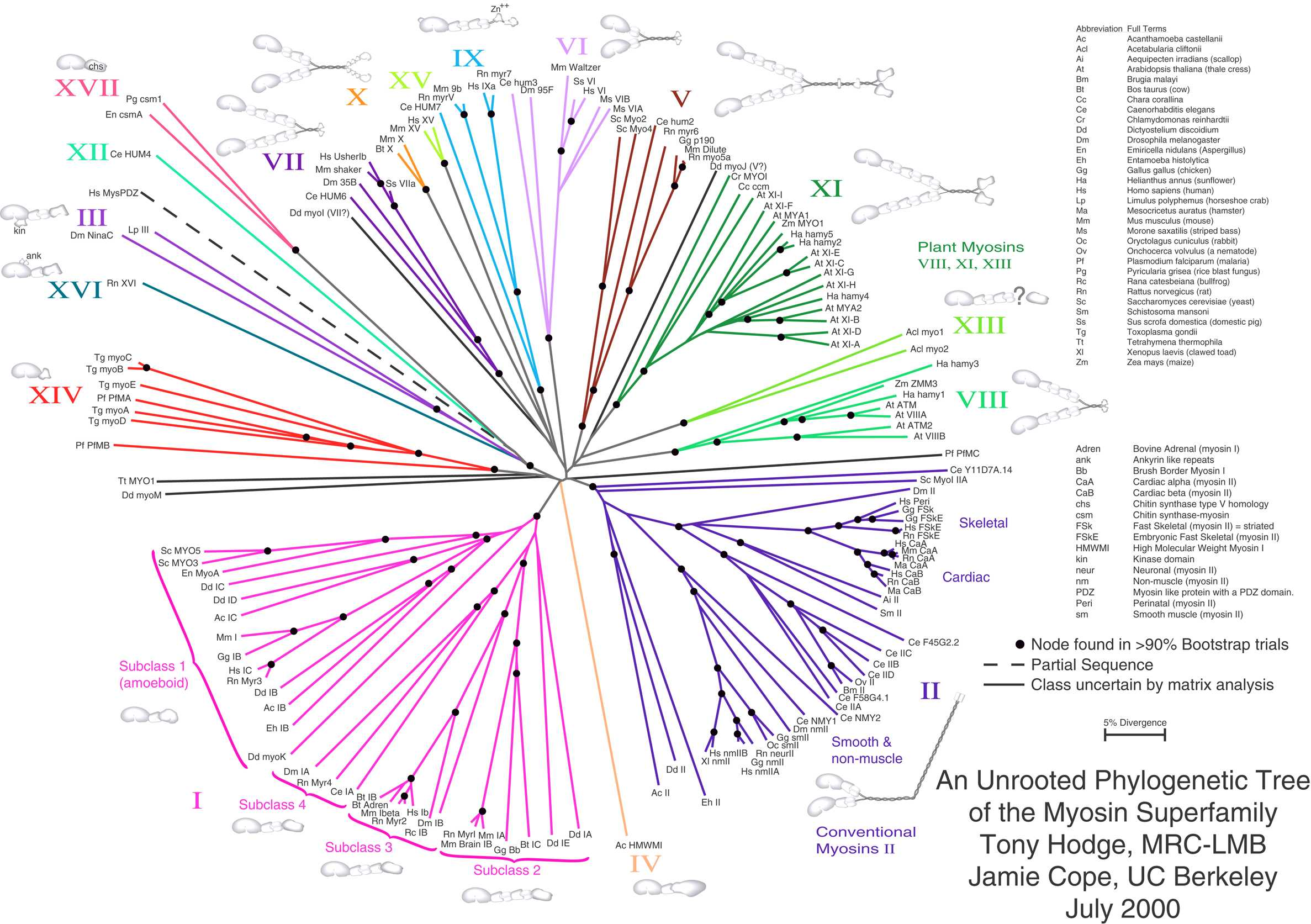
Albero filogenetico delle miosine

La miosina II, la prima ad essere individuata, appartiene al sottogruppo più numeroso della superfamiglia delle miosine. Ciò è dovuto soprattutto all'abbondanza di miosina II all'interno delle fibre muscolari. All'inizio degli anni settanta, in ogni caso, i ricercatori hanno iniziato ad individuare nuove varianti di miosina caratterizzate da un'unica testa (la miosina II ne presenta due). Queste nuove miosine sono state dunque raggruppate a seconda della somiglianza strutturale. Secondo uno studio di Hodge e Cope, in ogni caso, tutte le miosine deriverebbero da un precursore ancestrale.
L'analisi delle sequenze amminoacidiche mostra una elevata conservazione dei residui della testa ed un'alta variabilità delle code. Ciò può essere spiegato dal fatto che, se le code delle diverse miosine devono essere in grado di legare un elevato numero di molecole terze, le teste sono deputate esclusivamente al movimento ed il meccanismo motore è dunque rimasto immutato lungo il corso dell'evoluzione.
Le differenze riscontrate tra le diverse forme di miosina sono legate anche a notevoli differenze nella velocità del movimento lungo i filamenti di actina. In tutte le miosine, infatti, l'idrolisi di ATP ed il successivo rilascio di un gruppo fosfato, generano una flessione presso la testa, con la proiezione in avanti della regione definita del collo. Le forme che presentano un collo più lungo, tuttavia, sono in grado di coprire una maggiore distanza a parità di idrolisi di ATP (nello stesso modo attraverso cui persone con gambe più lunghe sono in grado di coprire una maggior distanza con un passo). La miosina V, ad esempio, è in grado di far scorrere il filamento di 30-40 nm per ogni idrolisi mentre la miosina II (che presenta un collo più corto) più muoversi solo di 5-10 nm per volta.

## Geni nell'uomo
I geni per i componenti della miosina sono divisi in diverse famiglie. Non tutti i geni riportati sono effettivamente espressi.
- Famiglia I: MYO1A, MYO1B, MYO1C, MYO1D, MYO1E, MYO1F, MYO1G, MYO1H;
- Famiglia III: MYO3A, MYO3B;
- Famiglia V: MYO5A, MYO5B, MYO5C;
- Famiglia VI: MYO6;
- Famiglia VII: MYO7A, MYO7B;
- Famiglia IX: MYO9A, MYO9B, MYO10;
- Famiglia XV: MYO15A;
- Famiglia XVIII: MYO18A, MYO18B;
- Catene pesanti: MYH1, MYH2, MYH3, MYH4, MYH6, MYH7, MYH7B, MYH8, MYH9, MYH10, MYH11, MYH13, MYH14, MYH15, MYH16;
- Catene leggere: MYL1, MYL2, MYL3, MYL4, MYL5, MYL6, MYL6B, MYL7, MYL9, MYLIP, MYLK, MYLK2, MYLL1.

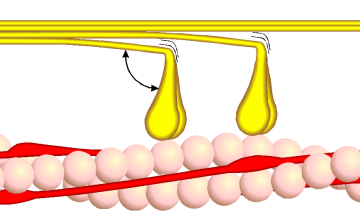
fase 1
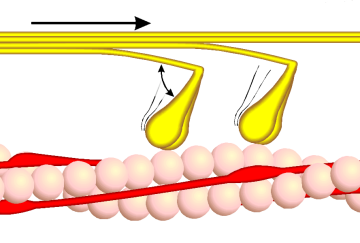
fase 2
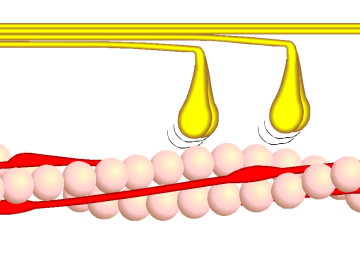
fase 3
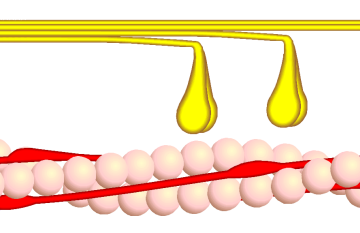
fase 4